# 大定 (南朝後梁)
大定（だいてい）は、南北朝時代の南朝後梁において宣帝蕭詧の治世に使用された元号である。555年正月 - 562年正月。

## 西暦・干支との対照表
| 大定 | 元年  | 2年   | 3年   | 4年   | 5年   | 6年   | 7年   | 8年   |
| 西暦 | 555年 | 556年 | 557年 | 558年 | 559年 | 560年 | 561年 | 562年 |
| 干支 | 乙亥  | 丙子  | 丁丑  | 戊寅  | 己卯  | 庚辰  | 辛巳  | 壬午  |